# Шохмансур
Шохмансур (тадж. Шоҳмансур) — село в районе Рудаки Республики Таджикистан. Входит в состав джамоата (сельской общины) Россия района Рудаки.
Находится недалеко от г. Душанбе, на расстоянии 24 км от райцентра (пгт. Сомониён) и 12 км от центра общины (село Куштеппа).
Население — 560 чел. (2017).